# 落合站 (東京都)
落合站（日语：／ Ochiai eki */?）是位於日本東京都新宿區上落合二丁目，屬於東京地下鐵東西線的鐵路車站。車站編號是T 02。本站位於新宿區上落合二、三丁目與中野區東中野三、四丁目的邊界（早稻田通與山手通的交差點以東地下），車站的出入口設置於鄰接4町。

## 歷史
- 1966年（昭和41年）3月16日：帝都高速度交通營團（營團地下鐵）東西線車站開業。
- 2004年（平成16年）4月1日：營團地下鐵民營化，由東京地下鐵繼承本車站。
- 2014年（平成26年）4月1日：落合地下通道開通[2]。
- 2015年（平成27年）5月24日：導入發車音樂。

## 站名由來
「落合」是神田川與妙正寺川會流處的地名。後來成為周邊一帶的行政地名。

## 車站構造
本站是島式月台1面2線地下車站。剪票口分別在中野側與西船橋側，出入口在中野側與西船橋側各有2處。
1990年代後半起，站內進行整修工程，在往上落合三丁目方向2號出入口的通道上設置電扶梯與電梯。另外，站內還設置了與其他車站不同的白色圓柱狀椅子。2014年4月1日，2號出入口對側新設出入口與電梯。該出入口位於東京都整備的落合地下通道，可直通2號出入口。

### 月台配置
| 月台 | 路線   | 目的地                         |
| ---- | ------ | ------------------------------ |
| 1    | 東西線 | 西船橋、西船橋、東葉勝田台方向 |
| 2    | 東西線 | 中野、三鷹方向                 |

（來源：東京地下鐵:構內圖 （页面存档备份，存于））

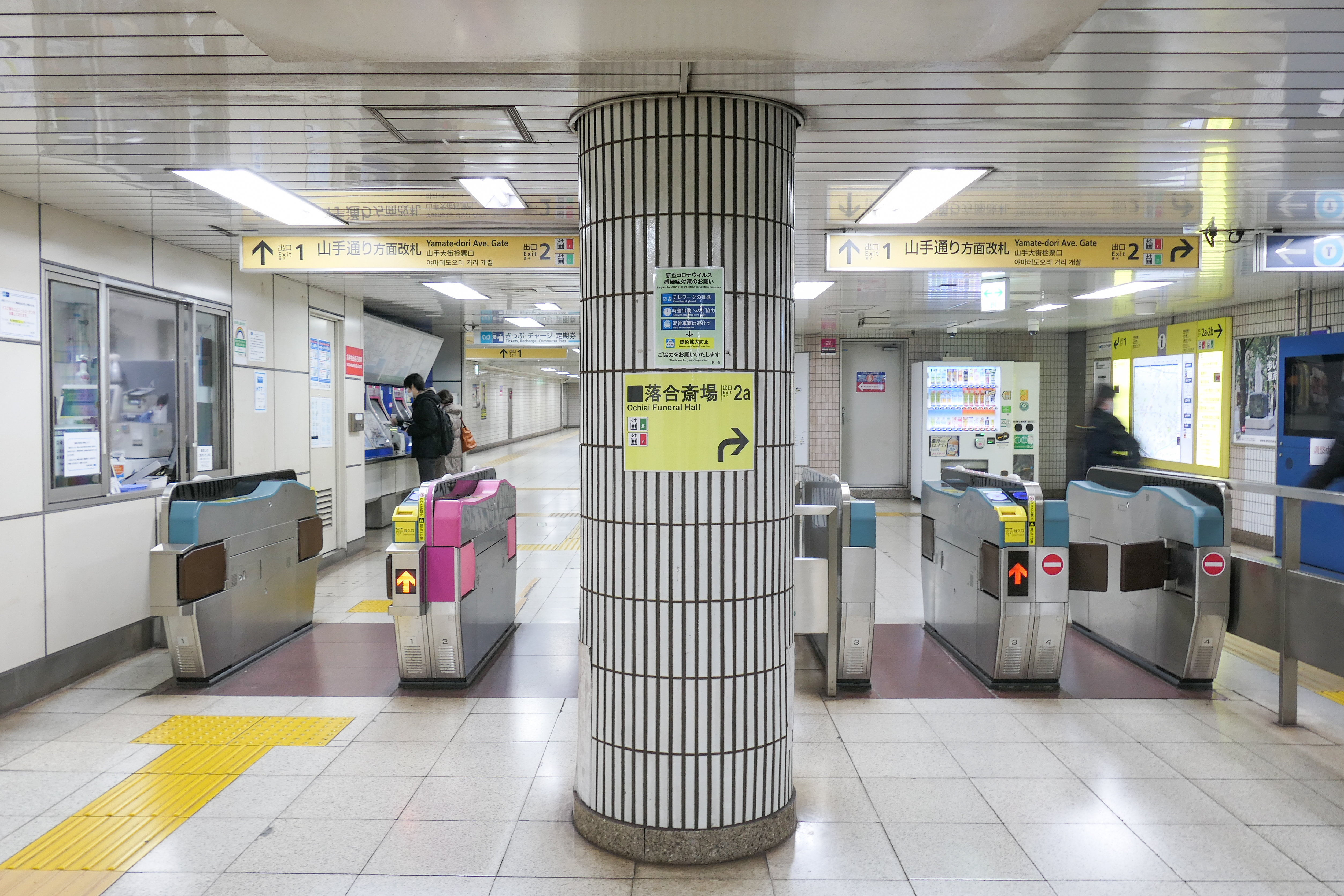
往山手通方向的驗票口（2022年12月）
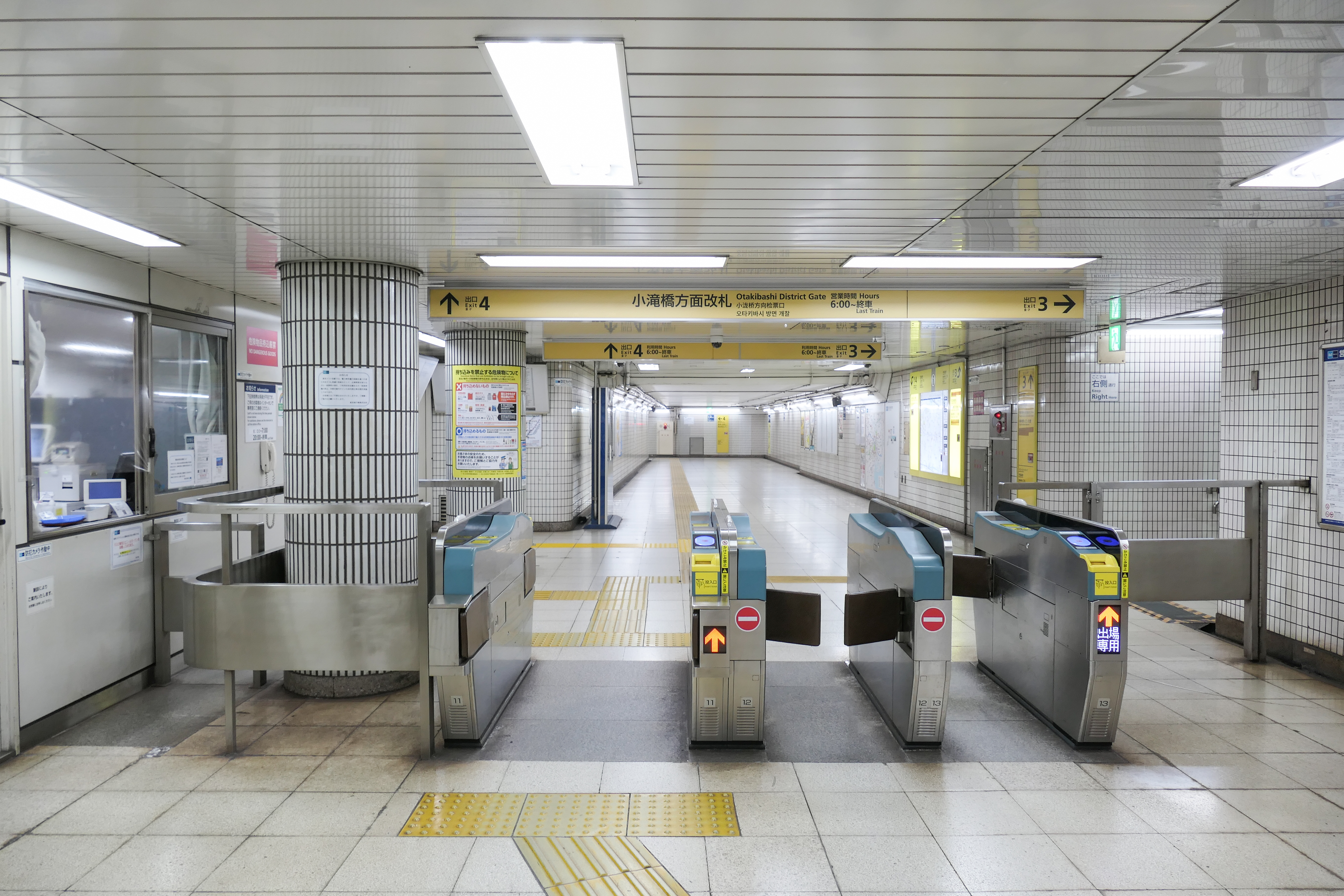
往小瀧橋方向的驗票口（2022年12月）
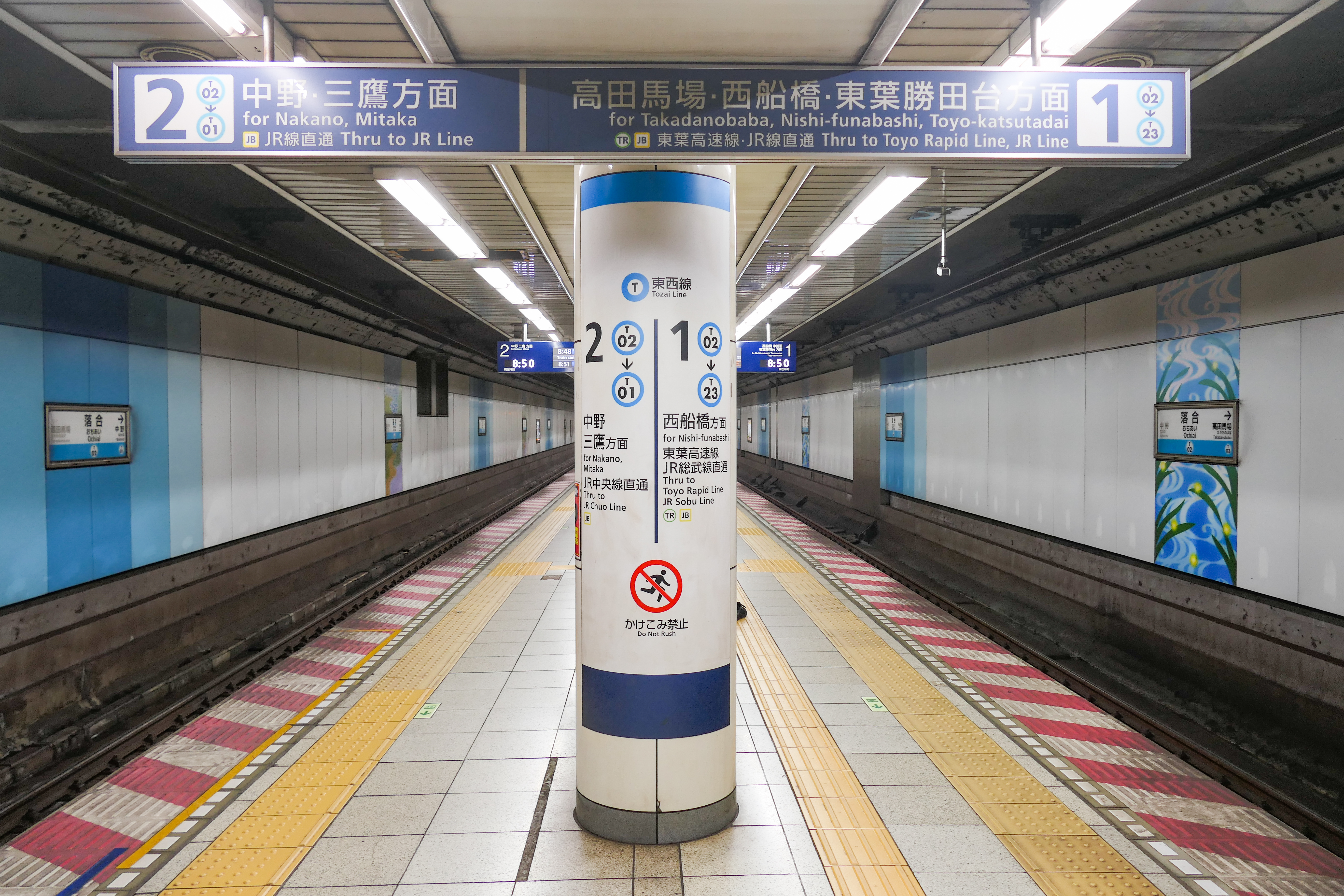
1號與2號月台（2022年12月）

## 利用狀況
2017年度1日平均上下車人次為26,317人。東京地下鐵全部130個車站當中排名第117位，是東西線使用人數最少的車站。
近年1日平均上下車、上車人次變化如下表。
| 年度               | 1日平均 上下車人次 | 1日平均 上車人次 | 來源     |
| ------------------ | ------------------ | ---------------- | -------- |
| 1992年（平成04年） |                    | 12,326           | [ * 1 ]  |
| 1993年（平成05年） |                    | 12,488           | [ * 2 ]  |
| 1994年（平成06年） |                    | 12,737           | [ * 3 ]  |
| 1995年（平成07年） |                    | 12,829           | [ * 4 ]  |
| 1996年（平成08年） |                    | 12,967           | [ * 5 ]  |
| 1997年（平成09年） |                    | 12,633           | [ * 6 ]  |
| 1998年（平成10年） |                    | 12,326           | [ * 7 ]  |
| 1999年（平成11年） |                    | 11,754           | [ * 8 ]  |
| 2000年（平成12年） |                    | 11,496           | [ * 9 ]  |
| 2001年（平成13年） |                    | 11,068           | [ * 10 ] |
| 2002年（平成14年） |                    | 11,058           | [ * 11 ] |
| 2003年（平成15年） | 20,748             | 10,811           | [ * 12 ] |
| 2004年（平成16年） | 20,445             | 10,529           | [ * 13 ] |
| 2005年（平成17年） | 20,307             | 10,370           | [ * 14 ] |
| 2006年（平成18年） | 19,897             | 10,164           | [ * 15 ] |
| 2007年（平成19年） | 21,380             | 10,880           | [ * 16 ] |
| 2008年（平成20年） | 22,291             | 11,318           | [ * 17 ] |
| 2009年（平成21年） | 22,049             | 11,271           | [ * 18 ] |
| 2010年（平成22年） | 22,331             | 11,389           | [ * 19 ] |
| 2011年（平成23年） | 22,366             | 11,430           | [ * 20 ] |
| 2012年（平成24年） | 23,418             | 11,857           | [ * 21 ] |
| 2013年（平成25年） | 24,035             | 12,190           | [ * 22 ] |
| 2014年（平成26年） | 24,261             | 12,276           | [ * 23 ] |
| 2015年（平成27年） | 25,312             | 12,809           | [ * 24 ] |
| 2016年（平成28年） | 25,857             | 13,079           | [ * 25 ] |
| 2017年（平成29年） | 26,317             |                  |          |

## 車站周邊
- 中野區東中野區民活動中心
- 落合郵便局（日语：落合郵便局 (東京都)）
- 新宿上落合郵便局
- 東中野郵便局
- 东京都下水道局落合水再生中心
- 目白大學新宿校區
- 東京博善落合齋場（日语：落合斎場）
- 早稻田通（日语：早稲田通り）（東京都道25號飯田橋石神井新座線）
- 山手通（東京都道317號環狀六號線）
- 東中野站（JR中央本線、都營地下鐵大江戶線） - 山手通往南約400公尺
- 中井站（西武新宿線、都營地下鐵大江戶線） - 山手通通往北約500公尺
- 東京都交通局小瀧橋自動車營業所
- 關東巴士本社
- 明治大學附屬中野中學校、高等學校（日语：明治大学付属中野中学校・高等学校）
- Hospitality Tourism専門學校（日语：ホスピタリティツーリズム専門学校）
- 中野區立第三中學校（日语：中野区立第三中学校）
- 中野區立白櫻小學校（日语：中野区立白桜小学校）
- 落合中央公園
- 神田上水公園
- 日本福音路德（日语：日本福音ルーテル教会）芬蘭基督教會
- My Basket上落合店

都營地下鐵大江戶線雖通過本站地底，但未設站。

### 巴士路線
最近的巴士站是落合（西武巴士）與落合站（關東巴士），可搭乘以下路線。
落合
- 宿20：經中野坂上往新宿站西口／往西武百貨店（池袋站東口）

落合站
- 宿07：經大久保站往新宿站西口／往阿佐谷營業所（僅早晨、深夜）
- 宿08：往新宿站西口／往中野站

## 相鄰車站
東京地下鐵
 東西線（東陽町以西所有列車各站停車）
中野（T 01）－落合（T 02）－高田馬場（T 03）

### 來源
東京都統計年鑑
1. ↑  .   [2017-03-20]. （原始内容存档于2013-08-15）.
2. ↑  .   [2017-03-20]. （原始内容存档于2013-02-03）.
3. ↑  .   [2017-03-20]. （原始内容存档于2013-02-03）.
4. ↑  .   [2017-03-20]. （原始内容存档于2013-02-03）.
5. ↑  .   [2017-03-20]. （原始内容存档于2013-02-03）.
6. ↑  .   [2017-03-20]. （原始内容存档于2016-03-04）.
7. ↑  東京都統計年鑑（平成10年）PDF
8. ↑  東京都統計年鑑（平成11年）PDF
9. ↑  .   [2017-03-20]. （原始内容存档于2016-03-04）.
10. ↑  .   [2017-03-20]. （原始内容存档于2016-03-04）.
11. ↑  .   [2017-03-20]. （原始内容存档于2017-07-29）.
12. ↑  .   [2017-03-20]. （原始内容存档于2017-07-29）.
13. ↑  .   [2017-03-20]. （原始内容存档于2017-07-29）.
14. ↑  .   [2017-03-20]. （原始内容存档于2017-07-29）.
15. ↑  .   [2017-03-20]. （原始内容存档于2017-07-29）.
16. ↑  .   [2017-03-20]. （原始内容存档于2017-07-29）.
17. ↑  .   [2017-03-20]. （原始内容存档于2017-07-29）.
18. ↑  .   [2017-03-20]. （原始内容存档于2016-03-26）.
19. ↑  .   [2017-03-20]. （原始内容存档于2016-03-27）.
20. ↑  .   [2017-03-20]. （原始内容存档于2016-03-25）.
21. ↑  .   [2017-03-20]. （原始内容存档于2016-03-27）.
22. ↑  .   [2017-03-20]. （原始内容存档于2016-03-22）.
23. ↑  .   [2017-03-20]. （原始内容存档于2017-07-30）.
24. ↑  .   [2019-01-07]. （原始内容存档于2018-11-09）.
25. ↑  .   [2019-01-07]. （原始内容存档于2019-05-02）.

## 外部連結
- 落合/T02 | 路線・車站資訊 | 東京地下鐵